# Derolus mauritanicus
Derolus mauritanicus (лат.) — вид жуков-усачей из подсемейства собственно усачей. Распространён в Северной Африке — в Марокко, Ливии, Тунисе и Алжире. Кормовым растением личинок является олеандр.